# Surovi grade (album)
Surovi grade drugi je studijski album zagrebačkog rock-sastava Adastra. Album je 2011. godine objavila diskografska kuća Croatia Records.

## Popis pjesama
1. "Kamo da krenem" (4:30)
2. "Svima se dogodi" (3:49)
3. "Iskreno" (3:29)
4. "Surovi grade" (3:38)
5. "Sjećanja" (3:39)
6. "Zašto se skrivaš" (4:21)
7. "Krik sa krovova" (5:08)
8. "Nismo svi samo sjene" (4:32)
9. "Na rubu ponora" (4:00)
10. "Kao stijena" (3:53)
11. "Samo da znaš" (3:11)
12. "Sladoled" (2:50)

## Vanjske poveznice
- Discogs.com – Adastra: Surovi grade